# Чумаков, Константин Михайлович
Константи́н Михайлович Чумако́в (род. 15 мая 1952) — советский и американский вирусолог, доктор биологических наук. Заместитель директора по науке, ведущий научный сотрудник и начальник лаборатории Отдела исследований и анализа вакцин (Office of Vaccines Research and Review, OVRR) Управления по надзору за качеством пищевых продуктов и медикаментов США (FDA). Директор Центра передового опыта Глобальной вирусологической сети. Советник Всемирной организации здравоохранения и член Комитета ВОЗ по исследованиям полиомиелита. Лауреат премии Ленинского Комсомола в области науки и техники (1982).
Является адъюнкт-профессором университета Джорджа Вашингтона и университета Мэриленда. Член попечительского совета ФГБНУ «ФНЦИРИП им. М. П. Чумакова РАН». Наиболее известен созданием молекулярных методов оценки и контроля качества вакцин.
Представитель династии, много десятилетий занимающейся вопросами фундаментальной и прикладной биологии и медицины. Сын выдающегося вирусолога М. П. Чумакова, брат Петра Чумакова.

## Биография
Константин Михайлович окончил биологический факультет Московский государственный университет в 1973 году и защитил кандидатскую диссертацию по вирусологии, в 1987 год защитил докторскую диссертацию по молекулярной биологии. С 1973 по 1987 год был научным сотрудником лаборатории молекулярной биологии и биоорганической химии МГУ. С 1987 по 1989 год — заведующим лабораторией бактериальной генетики Института микробиологии АН СССР в Москве.
С 1989 года живёт в США. Работает в Центре оценки и исследований биологических препаратов США (Center for Biologics Evaluation and Research, CBER) Управления по санитарному надзору за качеством пищевых продуктов и медикаментов США (Food and Drug Administration, FDA).
С 2008 года занимает должность заместителя директора по исследованиям в CBER. Автор более 200 научных работ в области молекулярной вирусологии, систематики микроорганизмов, вакцинологии, и биоинформатики.
С марта 2022 г. является участником Антивоенного комитета России

## Семья
Представитель династии, много десятилетий занимающейся вопросами фундаментальной и прикладной биологии и медицины.
- Отец — выдающийся советский вирусолог М. П. Чумаков (1909—1993). Участвовал в открытии вируса клещевого энцефалита. Организовал массовое производство, клинические испытание и внедрение в СССР первой живой вакцины против полиомиелита. Основатель и первый директор Института полиомиелита и вирусных энцефалитов РАМН.
- Мать — Ворошилова М. К. (1922—1986), вирусолог, член-корреспондент АМН СССР.
- Братья — Михаил (1941—2016), Илья, Пётр, Алексей — учёные, физик, биологи, вирусологи, кандидаты и доктора наук.
- Сёстры — Долорес (1936—2018), Мария — учёные, кандидат геолого-минералогических наук и кандидат медицинских наук.